# 뷘스엔터테인먼트
뷘스엔터테인먼트(vvuins entertainment)는 대한민국의 연예기획사 및 매니지먼트 회사이다. vvuins는 (Very Valuable Unique IN Star)의 약칭으로서 매우 가치있고 특별한 사람을 뜻한다.
본사는 2017년 6월 대구에서 주식회사로 설립되었으며 2019년 2월 서울 강남구로 본사를 이전하였다. 창립 연예인은 영화배우 김효인이다.

## 소속 연예인

### 남성
- 김효인
- 조옥균
- 박병진

## 과거 소속 연예인
- 조혜림
- 조예빈
- 박주환
- 윤진